# Differentiaaloperator
In de analyse, een deelgebied van de wiskunde, is een differentiaaloperator een operator die het bepalen van een of meer afgeleides van verschillende orden generaliseert.
Het eenvoudigste voorbeeld is de operator 
{\displaystyle D={\frac {\mathrm {d} }{\mathrm {d} x}}}
die aan een differentieerbare functie {\displaystyle f} z'n afgeleide toevoegt:
{\displaystyle Df={\frac {\mathrm {d} }{\mathrm {d} x}}f={\frac {\mathrm {d} f}{\mathrm {d} x}}=f'}
Andere voorbeelden zijn
{\displaystyle D^{n}={\frac {\mathrm {d} ^{n}}{\mathrm {d} x^{n}}}},
{\displaystyle x{\frac {\mathrm {d} }{\mathrm {d} x}}},
{\displaystyle {\frac {\partial }{\partial x}}},
{\displaystyle {\frac {\partial }{\partial x_{k}}}},
{\displaystyle \Delta =\sum _{k=1}^{n}{\frac {\partial ^{2}}{\partial x_{k}^{2}}}}